# Jean Lambert Joseph Fyon
Jean Lambert Joseph Fyon, né le 22 septembre 1745 à Verviers, mort le 1er septembre 1818 à Liège, est un révolutionnaire, homme politique liégeois et un général de la Révolution française.

## Biographie
Issu d'une ancienne famille bourgeoise, il est conseiller (1769) puis bourgmestre (3 septembre 1772-1774 et 7 septembre 1777-1778) de sa ville. En 1789, il est l'un des promoteurs de la révolution liégeoise, où il représente l'aile radicale, et est élu bourgmestre par acclamation populaire. Devant l'intervention des forces impériales, commandant les volontaires franchimontois, il est nommé le 26 avril 1790, colonel du 2e régiment d'infanterie des troupes liégeoises.
En exil à Paris pendant la Première restauration, il est nommé délégué du Comité des Belges et Liégeois unis. Durant cet exil, Fyon s'affilie au Club des Jacobins.
En 1792, s'enrôlant dans l'armée de La Fayette, il commande la Légion liégeoise, formée à Givet. Rentré à Liège avec Dumouriez, il est nommé commandant militaire du Pays de Liège le 28 novembre 1792. Le 15 décembre, c’est comme général de brigade qu’il commande la Légion liégeoise au sein du corps d'armée de Miranda.
Après l’incorporation de la Légion liégeoise dans l’armée française le 9 mai 1793, il est envoyé à l’armée du Nord. Son grade de général de brigade est confirmé le 15 mai suivant. Suspendu le 22 septembre 1793, il est arrêté le 4 décembre suivant pour conspiration contre la République. Interné à Saint-Lazare, il est défendu par Robespierre et par son compatriote Bassenge. Libéré, il est de nouveau incarcéré en avril, à la suite d'une altercation avec Jean-Guillaume Brixhe, et ce jusqu'au 18 juillet 1794.
Lors de l'insurrection royaliste du 13 vendémiaire an IV (5 octobre 1795), il participe à la tête des Liégeois à la défense du palais des Tuileries. Après l'annexion de la Principauté de Liège (1er octobre 1795), il est élu député de l'Ourthe au Conseil des Anciens, mais son élection est invalidée.
Compromis dans la conspiration des Égaux en 1796, il prend part à l'affaire du camp de Grenelle. Renvoyé devant la Haute Cour de justice de Vendôme, son élection est annulée en l'an VI, mais il est acquitté lors de son procès. Il est alors remis en activité comme chef de bataillon à la légion des Francs du Nord le 9 brumaire an VIII (31 octobre 1799). Après l'attentat de la rue Saint-Nicaise, il est compris sur la liste de proscription du 5 janvier 1801.
Réfugié dans la République batave, il y mène une existence discrète. Il passe les dernières années de sa vie à Liège.